# 陸前小泉車站
陸前小泉車站（日语：／ Rikuzen-koizumi eki */?）是一位於日本宮城縣氣仙沼市本吉町、東日本旅客鐵道（JR東日本）氣仙沼線沿線的BRT車站。由石卷車站代為管理的陸前小泉是氣仙沼線上JR東日本仙台支社管轄範圍的北界，過了本站之後以北的車站，開始改屬盛岡支社的管轄範圍。

## 車站構造
盛土上側式月台1面1線的地面車站。石卷站管理的無人站。东日本地震後被海啸冲毁。

## 歷史

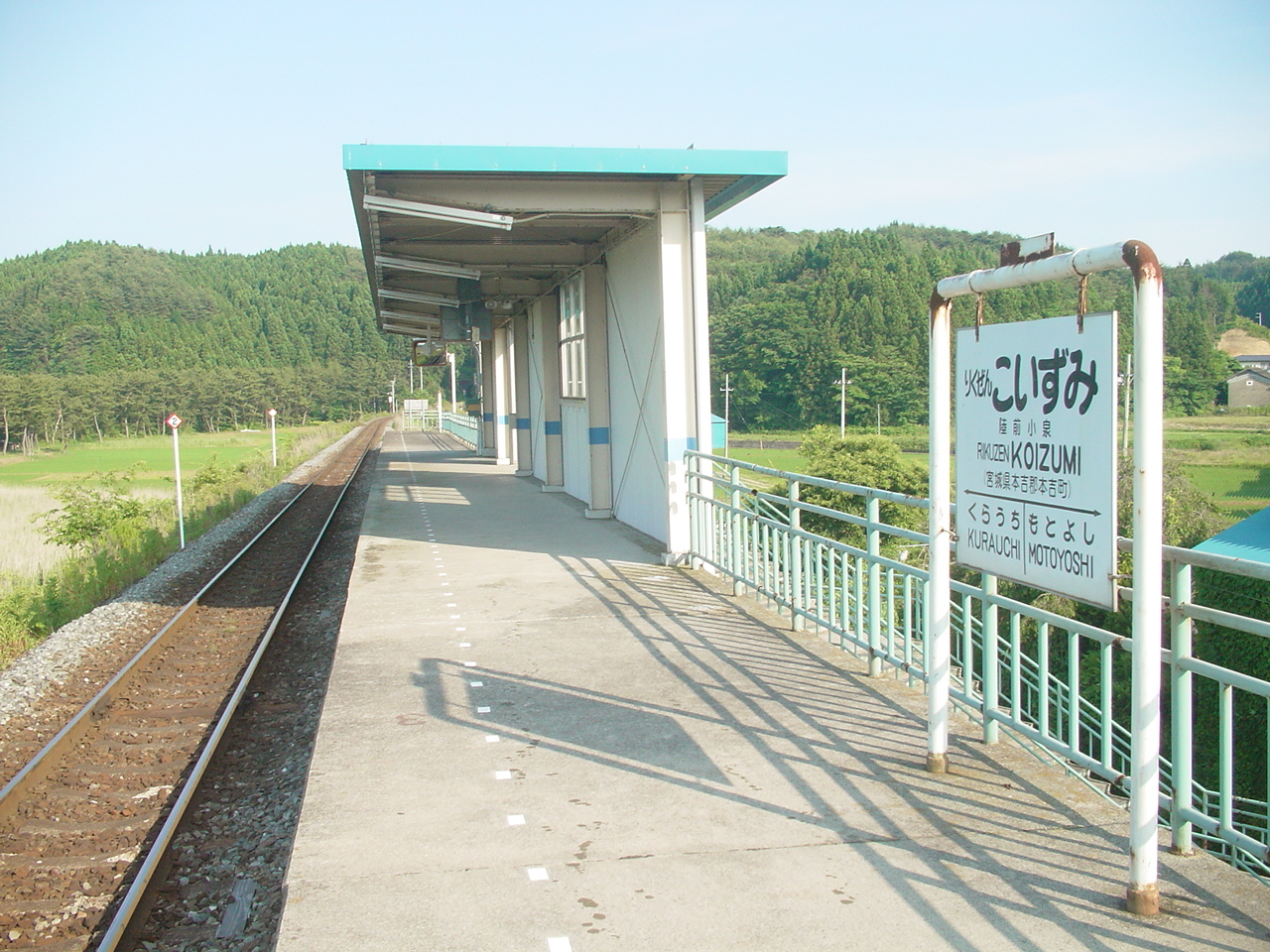
拍摄于2007年6月18日的陆前小泉站

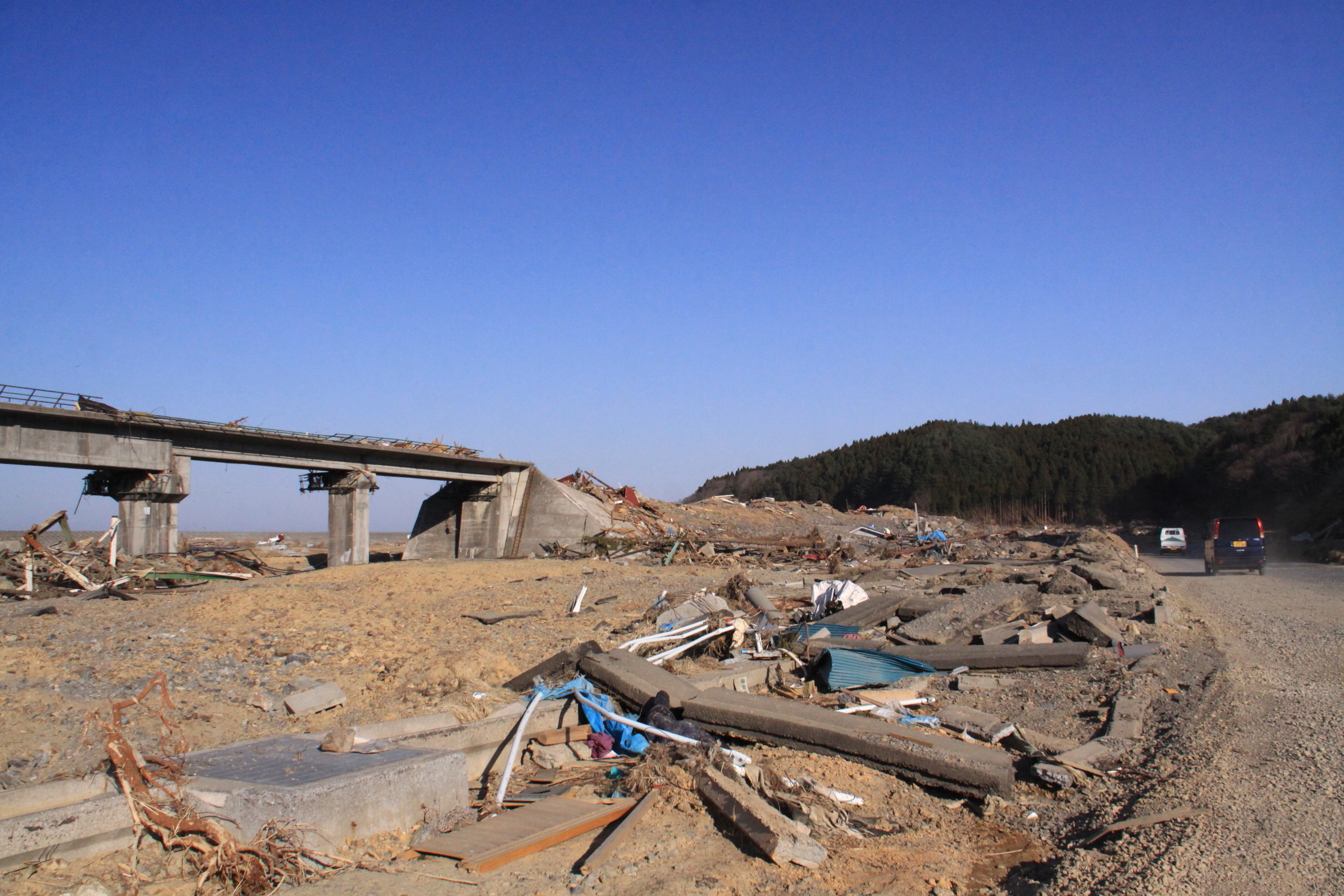
海啸之后的陸前小泉車站损毁情况

- 1977年（昭和52年）12月11日 - 車站啟用。
- 1987年（昭和62年）4月1日 - 日本國鐵分割民營化，車站管轄劃歸由東日本旅客鐵道繼承。
- 2011年（平成23年）3月11日 - 東北地方太平洋近海發生嚴重地震，地震引發的海嘯沖毀靠近海岸的許多鐵路設施，陸前小泉也是23個被沖毀的鐵路車站之一[1]。
- 2012年（平成24年）8月20日：以BRT方式暂时重建，站台移至国道45号。
- 2019年（令和元年）11月1日：随巴士专用线路的延长，BRT用站台位置变更[2]。
- 2020年（令和2年）4月1日：随着柳津-气仙沼段铁路线预定废线，不再作为铁路站[3]。

## 相鄰車站
東日本旅客鐵道
■氣仙沼線（BRT路段）
藏內－陸前小泉－本吉

## 外部連結
- （日語）陸前小泉車站（JR東日本） （页面存档备份，存于）